# Рип'янка (річка)
Ріп'янка — річка в Україні у Самбірському районі Львівської області. Права притока річки Дністра (басейн Дністра).

## Опис
Довжина річки 7 км, найкоротша відстань між витоком і гирлом — 6,72  км, коефіцієнт звивистості річки — 1,04 . Формується багатьма безіменними струмками.

## Розташування
Бере початок у хвойному лісі на північно-східних схилах гори Теркалівська (878,1 м). Тече переважно на північний захід через села Смеречка та Ріп'янка і на північно-східній околиці села Дністрик впадає у річку Дністер.

## Цікаві факти
- Навколо річки існує багато туристичних маршрутів[5].